# Kitaakita

Kitaakita (北秋田市 Kitaakita-shi?) este un municipiu din Japonia, prefectura Akita.